# Coppa di Francia 2009-2010 (pallavolo femminile)
La Coppa di Francia 2009-2010 si è svolta dal 30 gennaio al 28 marzo 2010. Al torneo hanno partecipato 14 squadre di club francesi e la vittoria finale è andata per la quattordicesima volta, la settima consecutiva, al Racing Club de Cannes.

## Regolamento
Agli ottavi di finale del torneo hanno partecipato sei delle undici squadre ammesse (non hanno partecipato le quattro squadre impegnate nelle competizioni europee, più l'AS Saint-Raphaël VB): sono le squadre partecipanti alla Ligue A 2009-10; le tre squadre qualificate quindi hanno acceduto ai quarti di finale, dove si sono scontrate con le restanti cinque squadre: in seguito si sono svolte semifinali e finale.

## Squadre partecipanti
| - Calais - RC Cannes - Évreux - Istres - ASPTT Mulhouse - Le Cannet | - Saint-Raphaël - SF Paris Saint-Cloud - Terville Florange - Vandœuvre Nancy - Venelles |

## Risultati

### Tabellone
|  | Quarti di finale     | Quarti di finale     | Quarti di finale |           |                | Semifinali     | Semifinali | Semifinali |  |  | Finale | Finale | Finale |  |
|  |                      |                      |                  |           |                |                |            |            |  |  |        |        |        |  |
|  | Évreux               | Évreux               | 0                |           |                |                |            |            |  |  |        |        |        |  |
|  | Évreux               | Évreux               | 0                |           |                |                |            |            |  |  |        |        |        |  |
|  | ASPTT Mulhouse       | ASPTT Mulhouse       | 3                |           |                |                |            |            |  |  |        |        |        |  |
|  | ASPTT Mulhouse       | ASPTT Mulhouse       | 3                |           | ASPTT Mulhouse | ASPTT Mulhouse | 3          |            |  |  |        |        |        |  |
|  |                      |                      |                  |           | ASPTT Mulhouse | ASPTT Mulhouse | 3          |            |  |  |        |        |        |  |
|  |                      |                      | Calais           | Calais    | 0              |                |            |            |  |  |        |        |        |  |
|  | Calais               | Calais               | Calais           | Calais    | 0              | 3              |            |            |  |  |        |        |        |  |
|  | Calais               | Calais               |                  |           |                |                |            |            |  |  |        |        |        |  |
|  | Le Cannet            | Le Cannet            | 1                |           |                |                |            |            |  |  |        |        |        |  |
|  | Le Cannet            | Le Cannet            | 1                |           | ASPTT Mulhouse | ASPTT Mulhouse | 1          |            |  |  |        |        |        |  |
|  |                      |                      |                  |           |                |                |            |            |  |  |        |        |        |  |
|  |                      |                      | RC Cannes        | RC Cannes | 3              |                |            |            |  |  |        |        |        |  |
|  | Saint-Raphaël        | Saint-Raphaël        | RC Cannes        | RC Cannes | 3              | 3              |            |            |  |  |        |        |        |  |
|  | Saint-Raphaël        | Saint-Raphaël        |                  |           |                |                |            |            |  |  |        |        |        |  |
|  | SF Paris Saint-Cloud | SF Paris Saint-Cloud | 1                |           |                |                |            |            |  |  |        |        |        |  |
|  | SF Paris Saint-Cloud | SF Paris Saint-Cloud | 1                |           | Saint-Raphaël  | Saint-Raphaël  | 0          |            |  |  |        |        |        |  |
|  |                      |                      |                  |           | Saint-Raphaël  | Saint-Raphaël  | 0          |            |  |  |        |        |        |  |
|  |                      |                      | RC Cannes        | RC Cannes | 3              |                |            |            |  |  |        |        |        |  |
|  | Istres               | Istres               | RC Cannes        | RC Cannes | 3              | 0              |            |            |  |  |        |        |        |  |
|  | Istres               | Istres               |                  |           |                |                |            |            |  |  |        |        |        |  |
|  | RC Cannes            | RC Cannes            | 3                |           |                |                |            |            |  |  |        |        |        |  |

### Calendario

#### Ottavi di finale
| 30 gennaio 2010 - ore xx:xx Parc Courtimmo, Coquelles  | Calais            | 3-1 | Vandœuvre Nancy      | 25-27, 25-21, 25-15, 25-23 |
| 30 gennaio 2010 - ore xx:xx Halle des Sports, Venelles | Venelles          | 0-3 | SF Paris Saint-Cloud | 12-25, 12-25, 19-25        |
| 30 gennaio 2010 - ore xx:xx Salle municipale, Terville | Terville Florange | 0-3 | Évreux               | 22-25, 25-27, 19-25        |

#### Quarti di finale
| 27 febbraio 2010 - ore xx:xx Gymnase Jean Jaurès, Évreux    | Évreux        | 0-3 | ASPTT Mulhouse       | 23-25, 25-27, 27-29        |
| 27 febbraio 2010 - ore xx:xx Parc Courtimmo, Coquelles      | Calais        | 3-1 | Le Cannet            | 25-23, 25-14, 21-25, 25-20 |
| 27 febbraio 2010 - ore xx:xx Pierre Clere, Saint-Raphaël    | Saint-Raphaël | 3-1 | SF Paris Saint-Cloud | 24-26, 25-22, 25-17, 26-24 |
| 28 febbraio 2010 - ore xx:xx Gymnase Paul Cavalloni, Istres | Istres        | 0-3 | RC Cannes            | 16-25, 13-25, 13-25        |

#### Semifinali
| 17 marzo 2010 - ore xx:xx Palais des Sports, Mulhouse | ASPTT Mulhouse | 3-0 | Calais    | 25-12, 25-18, 25-11 |
| 17 marzo 2010 - ore xx:xx Pierre Clere, Saint-Raphaël | Saint-Raphaël  | 0-3 | RC Cannes | 14-25, 20-25, 21-25 |

#### Finale
| 28 marzo 2010 - ore xx:xx Stade Pierre-de-Coubertin, Parigi | ASPTT Mulhouse | 1-3 | RC Cannes | 25-20, 20-25, 15-25, 16-25 |